# 木村清治
木村 清治（きむら せいじ、1870年9月10日（明治3年8月15日）- 1961年（昭和36年）1月25日）は、明治から昭和前期の医師、政治家、実業家。衆議院議員。

## 経歴
陸奥国磐前郡、のちの福島県磐前郡大浦村（石城郡大浦村、四倉町を経て現いわき市四倉町）で、木村玄策の二男として生まれる。1890年（明治23年）済生学舎（現日本医科大学）を卒業。医術開業試験に合格し、1893年（明治26年）に帰郷して医院を開業した。
1911年（明治44年）福島県会議員に選出され3期在任し、同参事会員も務めた。大浦村会議員、石城郡会議員にも在任した。1928年（昭和3年）2月、第16回衆議院議員総選挙（福島県第3区、立憲政友会公認）で初当選し、1930年（昭和5年）2月の第17回総選挙（福島県第3区、立憲政友会公認）でも再選され、衆議院議員に連続2期在任した。
実業界では、平銀行常務取締役、大浦信用組合長、四倉銀行取締役、平製氷取締役、磐城セメント監査役などを務めた。

## 親族
- 五女 木村ノブ（木村守江の妻）[2][6]